# Carlos Luis Lobo
Carlos Luis Lobo Ramírez (Heredia; 11 de octubre de 1955) es un exfutbolista costarricense que jugó de centrocampista.

## Clubes
| Club                 | País       | Año       |
| -------------------- | ---------- | --------- |
| Herediano            | Costa Rica | 1975-1983 |
| Marathón (cesión)    | Honduras   | 1982      |
| Municipal Puntarenas | Costa Rica | 1983-1984 |
| Yuba Paniagua        | Costa Rica | 1984-1985 |

## Palmarés

### Títulos nacionales
| Título           | Equipo    | País       | Año  |
| ---------------- | --------- | ---------- | ---- |
| Primera División | Herediano | Costa Rica | 1978 |
| Primera División | Herediano | Costa Rica | 1979 |
| Primera División | Herediano | Costa Rica | 1981 |

### Títulos internacionales
| Título                  | Equipo     | Sede   | Año  |
| ----------------------- | ---------- | ------ | ---- |
| Preolímpico de Concacaf | Costa Rica | Varias | 1980 |